# لامب (فليم)
لامب (بالإنجليزية: Lamb)‏ هو فيلم درامي إثيوبي من إخراج ياريد زيليكي سنة 2015. تم عرضه في قسم جائزة نظرة ما خلال مهرجان كان السينمائي 2015، ويعتبر أول فيلم إثيوبي يتم إدراجه في الاختيار الرسمي لمهرجان كان. تم عرضه في قسم السينما العالمية المعاصرة في مهرجان تورونتو السينمائي الدولي لعام 2015. اختبر أيضا ليكون ممثلا لإثيوبيا لأفضل فيلم بلغة أجنبية في حفل توزيع جوائز الأوسكار الثامن والثمانين، ولكن لم يتم ترشيحه. 

## القصة
يتم إرسال (إفرايم) الفتى الأثيوبي من منزله للمكوث مع مجموعة من أقربائه، ويصطحب معه خروفه المقرب إليه والذي ترعرع معه، وفي يوم من الأيام يعلن عم (إفرايم) أن عليه أن يذبح الخروف بمناسبة حلول عيد الأضحى، لكن الفتى يرفض، ويحاول أن يفعل كل ما بوسعه لكيلا يُذيح خروفه.

## الممثلون
- رديات عماري في دور الفتى إفرايم
- كيديست سيوم في دور تسيون
- وليلة أسفا بدور إمامة
- سورافيل تيكا بدور سليمان
- راحيل تيشوم بدور عازيب
- إندريس محمد في دور إبراهيم
- بيتانيا أبراهام بدور ميمي

## روابط خارجية
- لامب (فليم) على موقع IMDb (الإنجليزية)
- لامب (فليم) على موقع قاعدة بيانات الأفلام العربية
- لامب (فليم) على موقع ألو سيني (الفرنسية)
- لامب (فليم) على موقع أول موفي (الإنجليزية)
- لامب (فليم) على موقع فيلمافينيتي (الإسبانية)
- لامب (فليم) على موقع قاعدة بيانات الفيلم (الإنجليزية)
- لامب (فليم) على موقع ليتربوكسد (الإنجليزية)
- لامب (فليم) على موقع كينوبويسك (الروسية)